# Per Wikström
Per „Pelle“ Vilhelm Wikström (* 29. Juni 1961 in Borlänge) ist ein ehemaliger schwedischer Schwimmer. Er gewann eine Bronzemedaille bei Weltmeisterschaften sowie zwei Silbermedaillen und eine Bronzemedaille bei Europameisterschaften.

## Sportliche Karriere
Bei den Olympischen Spielen 1980 in Moskau schied Wikström über 200 Meter Freistil als 13. der Vorläufe aus. Die 4-mal-200-Meter-Freistilstaffel mit Michael Söderlund, Per Wikström, Per-Alvar Magnusson und Thomas Lejdström erreichte den vierten Platz mit 0,8 Sekunden Rückstand auf die drittplatzierten Brasilianer. Per Wikström trat auch über 100 Meter Freistil an und verpasste als Neunter des Halbfinales den Finaleinzug um eine Viertelsekunde.
1981 bei den Europameisterschaften in Split gewann die sowjetische 4-mal-200-Meter-Freistilstaffel vor dem Quartett aus der Bundesrepublik Deutschland. Michael Söderlund, Per Wikström, Per-Alvar Magnusson und Thomas Lejdström erreichten das Ziel als Dritte mit 0,14 Sekunden Vorsprung vor den Italienern. Auch in der 4-mal-100-Meter-Freistilstaffel siegte die sowjetische Mannschaft. Eine Sekunde dahinter wurden Per Holmertz, Per Wikström, Lasse Lindqvist und Per Johansson Zweite mit 0,19 Sekunden Vorsprung auf die Westdeutschen. Im Jahr darauf bei den Weltmeisterschaften 1982 in Guayaquil belegte die schwedische 4-mal-200-Meter-Freistilstaffel mit Michael Söderlund, Thomas Lejdström, Per Wikström und Per Holmertz den fünften Platz. Die 4-mal-100-Meter-Freistilstaffel mit Per Johansson, Bengt Baron, Per Holmertz und Per Wikström erschwamm die Bronzemedaille hinter den Staffeln aus den Vereinigten Staaten und aus der Sowjetunion. Seine letzte internationale Medaille gewann Wikström bei den Europameisterschaften 1983 in Rom. Die 4-mal-100-Meter-Freistilstaffel mit Thomas Lejdström, Per Johansson, Per Holmertz und Per Wikström erschwamm Silber hinter dem sowjetischen Team und vor den beiden deutschen Staffeln.
Per Wikströms Sohn Christoffer Wikström nahm 2008 an den olympischen Schwimmwettbewerben teil.